# Спортивний беттінг

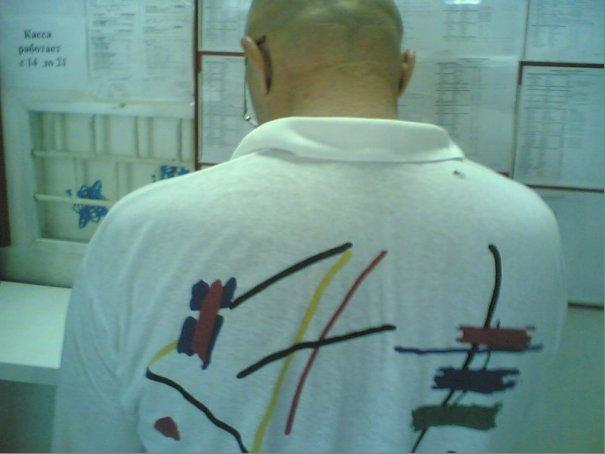
Беттінг офлайн

Спортивний бе́ттінг (від англ. bet — ставка, парі) — будь-яке парі із залученням грошових ставок в очікуванні виграшу у грошовому вираженні з урахуванням майбутнього і невизначеного перебігу подій, пов'язаних з офіційним спортивним змаганням та його результатами.

## Основні поняття та визначення
Беттінг спортивних подій пов'язаний передусім з розвитком Букмекерських контор. Особливого поширення спортивний беттінг набуває у зв'язку з удосконаленням технологій електронних платежів.
Також слід розрізняти онлайн та офлайн беттінг. Онлайн — беттінг на сайті букмекерської контори. Офлайн — беттінг безпосередньо в приміщенні букмекерської контори.
Існують різні стратегії беттінгу. Мова йде, перш за все, про найпопулярніші стратегії «вилки» та «догони».

### Терміни

«Роздруківка»

- Лінія (line) — перелік подій і їх імовірних результатів з коефіцієнтами виграшу, які пропонує букмекер.
- Маржа (profit margin) — відсоток, який забирає собі букмекер, знижуючи коефіцієнти.
- Фора (handicap) — перевага або відставання учасника змагання, виражене в голах, очках, сетах, секундах і т. д., яке надається букмекерською конторою учасникові по ставках на нього.
- Тотал (total) — ставка на кількість голів, очок, геймів і т. д., виграних учасником події.
- Ставка без ризику (free bet) — ставка з поверненням коштів у випадку програшу.

Value Betting — ставки на невірно оцінені букмекером події.
- Одиночна ставка — ставка на один матч, що дозволяє отримати певний прибуток, якщо вірно передбачений результат цього одного матчу.
- Комбінована ставка — спосіб зробити ставку одночасно на результат декількох матчів у одній ставці, замість розміщення декількох одиночних ставок.
- Тіпстер (tipster) — особа, яка дає (продає) прогнози на результат тієї чи іншої події у формі ставок, тобто вказує не лише передбачуваний результат, але і розмір ставки та коефіцієнт.
- Інсайдер — особа, яка повідомляє про інформацію недоступну широкому загалу стосовно події, на яку приймають ставки.
- Договорняк — подія, на яку приймають ставки, але учасники якої імітують спортивну боротьбу з метою особистої вигоди.

## Історія ставок
Люди здавна робили ставки, з еволюцією змінювався і предмет суперечки. Якщо стародавні люди могли сперечатися з достатньо примітивного приводу (наприклад, якою стороною впаде монета), то поступово предмет суперечки ставав більш осмисленим.
Професійний підхід до грошових парі як засобу отримання прибутку з'явився на кінних перегонах. Спочатку перегони проводилися просто як спосіб порівняти різних коней і продемонструвати їх гідності потенційним покупцям. Сторонні глядачі, щоб теж отримати якийсь інтерес від кінних перегонів, почали укладати між собою парі — який з коней прийде раніше. Так, 15 травня 1651 року в Булонському лісі відбулись перші кінні перегони, на які прийняли ставки.
Зрештою, в Англії в дев'ятнадцятому столітті з'явились професійні букмекери — люди, які управляли прийомом ставок і видачею призових, і отримували з цього прибуток. З часом з'явилися тоталізатори — пристрої, які автоматично розраховували розподіл ставок, а отже і коефіцієнти виграшу. У тоталізаторах всі ставки додавались, організатори тоталізатора забирали собі певний відсоток, а решта грошей розподілялись між тими, хто виграв. Щоб збільшити величину свого виграшу, букмекери почали ускладнювати предмет ставок. Так, можна було вгадати не тільки переможця одного заїзду, але, наприклад, переможців декількох послідовних заїздів, при цьому коефіцієнт виграшу в такому парі був достатньо високий.
Поняття гандикапу (фора) з'явилось саме під час кінних змагань. Щоб порівняти шанси різних по силі коней, (наприклад, різного віку) фаворитів навантажували додатковою вагою «гандикапом». Французький король Луї XVI використовував гандікап, щоб дати вітчизняним коням перевагу перед іноземними — він видав закон, що всі «іноземні» коні повинні бути обтяжені додатковою вагою.
Щоб зробити гру зрозумілішою для гравців, букмекери почали брати на себе завдання розрахунку коефіцієнтів, які стали фіксованими і не залежали більше від розподілу ставок. Так з'явилися перші букмекерські контори, в яких гравці наперед знали суму свого можливого виграшу. З появою колективних спортивних ігор, букмекери почали приймати ставки на інші змагання. В Англії 1921 року вже ставили на результати футбольних матчів.
Історія беттінгу в Україні в тому вигляді, в якому він зараз перебуває, бере свій початок у другій половині 90-х. Поштовхом до його розвитку стала поява та розповсюдження в регіонах перших букмекерських контор.
1997-го відкрились перші букмекерські контори онлайн Interwetten та Bwin, а 1999-го почала функціонувати біржа ставок Betfair.

## Спонсорство
Одним з видів співпраці між спортивними (зокрема, футбольними) клубами та казино є спонсорство команд. Клуб може укласти спонсорську угоду з букмекером, пропонуючи рекламу на формі гравців, згадки у рекламних матеріалах тощо.
Першим футбольним клубом, що підписав такий договір, став Реал Мадрид (Іспанія), контракт було підписано терміном на 5 років, згодом такий же договір підписав Манчестер Юнайтед. В обох випадках спонсором став онлайн-букмекер. Згодом спонсорство ставало все популярнішим, особливо в Британії. Так, подібні контракти було укладено клубами Евертон, Сток і Ліверпуль. Казино та букмекери спонсорують близько 60 % команд Чемпіонату Британії та міцсцевої Прем'єр-ліги. Завдяки цьому організатори знизили ціни на квитки на футбольні матчі.
В середньому, за кожен зіграний матч Прем'єр-ліги букмекери отримують ставок на суму до 1 млрд фунтів, а під час прямих трансляцій матчів на британському телебаченні, у 95 % перерв розміщується реклама ставок.
Партнерство між азартними компаніями в Інтернеті та футбольними клубами, без сумніву, є виграшним для обох учасників, при цьому популярність ставок викликає занепокоєність через негативний вплив на вболівальників, зокрема, на молодь.

## Аналіз лінії
Напрямки аналізу ліній:
- Порівняння коефіцієнтів в лінії зі своєю власною думкою
- Порівняння коефіцієнтів різних контор між собою
- Аналіз руху лінії, тобто зміни коефіцієнту з часом

## Стратегії

### Вилки
Вилки — це єдиний вид ставок, де є 100 % гарантія не програти. Класична «вилка» — це ставка на одну подію, але на всі результати даної події. Тобто якщо це тотал, то ми ставимо і на більше, і на менше; якщо тенісний матч — і на перемогу першого, і на перемогу другого гравця тощо.
| Команда 1 / Команда 2 | 1              | Х               | 2               |
| Шахтар-Динамо         | 1.90 (Марафон) | 3.60 (Паріматч) | 5.75 (Паріматч) |

Найкращі коефіцієнти на 1Х2 в конторах Марафон 1.90, Паріматч 3.60 і Паріматч 5.75. Щоб отримати дохід 1 у.о. на перемозі Шахтаря потрібно поставити в Марафоні 0.53 у.о. (1 / 1.90 = 0.53), відповідно на нічию потрібно ставити в Паріматчі 0.28 у.о. (1 / 3.60 = 0.28), на перемогу Динамо в Паріматчі ставимо 0.17 у.о. (1 / 5.75 = 0.17). Таким чином для того, щоб отримати дохід 1 у.о. потрібно поставити 0.53 + 0.28 + 0.17 = 0.98 у.о. За любого кінцевого результату отримуємо прибуток. З кожної поставленої 1 у.о. отримуємо 1 / 0.98 = 1.02 у.о.
|                  | Коефіцієнт в конторі 1 | Коефіцієнт в конторі 2 |
| Віталій Кличко   | 1.26                   | 3.55                   |
| Володимир Кличко | 1.45                   | 2.9                    |

Якщо у події є тільки два результати (outcome), то наявність вилки показує проста формула
Коеф1 * Коеф2 > Коеф1 + Коеф2

### Догон
Догон — це така стратегія ставок, коли гравець вибирає певну подію і впродовж певного періоду ставить до того часу, поки ця подія не відбудеться. Одночасно з програшем гравець збільшує ставку так, щоб покрити і програш, і ще виграти («доганяє»). Наприклад, ставимо на те, що Металіст зіграє внічию в чемпіонаті України, починаємо зі ставки 1 у.о., коефіцієнт 3.0, якщо програємо ставимо вже не 1, а 1.5 у.о., потім 2 у.о. і так, поки не виграємо. Логіка гравців проста — адже колись «має» ж відбутись ця подія. Затягування ітерації ставок неминуче приводить до програшу.

### Експреси чи ординари
Експреси — основа гри середнього гравця в конторі. Експреси популярні перш за все завдяки високим коефіцієнтам, іншими словами через жадобу гравців до легкої наживи. Середній гравець бачить експреси як легкий і швидкий спосіб виграти. Тобто гравець бачить декілька непоганих ставок і вирішує поставити все, до того ж одночасно. Гравець упевнений, що все зіграє і таким чином він виграє більше, ніж виграв би ставлячи ординарами. Інша причина — не завжди є фінансова можливість поставити на всі матчі ординари, тому гравець ставить експрес.
Розглянемо експрес і ординар з математичної сторони. Подія — кидок монети, можливі два варіанти результату — *орел* і *решка*, тобто коефіцієнт на кожне повинен бути 2.0, але оскільки контора завжди закладає в коефіцієнт свою частину прибутку («маржу»), то коефіцієнти реально будуть, припустимо, на рівні 1.9.
Нехай ми ставимо на результат *решка*. Оскільки ймовірність 0,5 (50 %), то після 1000 ставок ординарами, ми виграємо ~500, тобто дохід буде складати 500*1.9=950 у.о (при ставці 1 у.о) В результаті, після 1000 у.о. поставлених, маємо 950 у.о. (дохід 95 %)
Розглянемо ставки експресом. Ставимо експрес на 2 випадання *решки*. Ймовірність становить 0,5*0,5=0,25, а коефіцієнт 1,9*1,9=3,61. Тобто, після 1000 ставок, у нас зіграє 1000*0,25=250 ставок. Повернення грошей 250*3,61=902,5 (90,25 %). При ординарах дохід склав 95 %, а при експресах тільки 90,25 %. Це розрахунок для експресів з двох подій, якщо ж розрахувати для трьох подій, то дохід складе тільки 85,7 %. Тобто, при довгостроковій грі — експреси більш програшні, ніж ординари.

### Фіксована сума ставки
Фіксована сума ставки (flat-betting) — найпростіша і найочевидніша серед стратегій фінансового менеджменту. Її суть полягає в тому, що ви на кожну ставку ставите однакову суму грошей, незалежно від вибраної вами події. Суму кожної ставки ви визначаєте перед початком вашої гри і не змінюєте в процесі.
Багатьом гравцям здається, що ця стратегія неправильна і майже завжди збиткова в довгостроковому періоді гри з букмекерами. Гравцям, що починають, здається, що варіювання суми ставки значно цікавіше, адже є *верняки*, на які можна поставити більше і *відбити* свої програші.

## Спільноти гравців
Інтернет дозволив не тільки ставити ставки не виходячи з дому, але і обмінюватись гравцям корисною інформацією. Так, на форумах гравців часто можна знайти додаткові відомості щодо події, на яку приймають ставки, а саме, аналіз попередніх результатів учасників події, інформацію про функціональний стан учасників на даний час тощо. Деякі сайти надають послуги прогнозів, де ведеться статистика про виграні/програні прогнозовані ставки (відсоток з обороту, дохід). Такі прогнози можуть бути як платними, так і безкоштовними, а також можуть розповсюджуватись електронною поштою або бути розміщеними безпосередньо на сайті.

## Крипто беттінг
Крипто беттінг (cryptocurrency betting) – це різновид онлайн-беттінгу, в якому ставки здійснюються з використанням криптовалют замість традиційних фіатних грошей (USD, EUR тощо). Останнім часом крипто беттінг здобув велику популярність завдяки анонімності транзакцій, високій швидкості обробки платежів та можливості уникнути жорсткого регулювання, яке часто супроводжує діяльність звичайних букмекерських контор.
Основними перевагами крипто беттінгу вважають конфіденційність для користуваців, оскільки криптовалютні транзакції не розкривають особистих даних, а також відсутність посередників, на відміну від банків чи платіжних систем. Завдяки децентралізованій природі блокчейну, криптовалютні платежі обробляються набагато швидше, ніж банківські транзакції. Це означає, що депозити та виплати у криптовалюті надходять майже миттєво, а комісії при цьому мінімальні.
Попри численні переваги, крипто беттінг має й свої ризики. Оскільки галузь криптовалютного беттінгу поки що не повністю регулюється в багатьох країнах, відсутність чіткої правової бази може призвести до шахрайства та втрати коштів. Крім того, волатильність криптовалют створює додатковий ризик для гравців, оскільки вартість виграшів у криптовалюті може значно коливатися.
Через складнощі регуляції криптовалютного беттінгу існує лише декілька повністю децентралізованих букмекерських платформ, які гарантують своїм користувачам повну анонімність. Зазвичай вони пропонують дещо вужчий вибір спортивних подій для ставок в порівнянні з традиційними конторами, але дозволяють робити ставки в таких криптовалютах, як Біткойн, Етеріум, Лайткойн тощо.
Крипто беттінг активно розвивається завдяки зростанню популярності криптовалют і технології блокчейн. Очікується, що ця форма беттінгу продовжить своє зростання, привертаючи більше уваги від крипто-ентузіастів та створюючи нові можливості для користувачів, які прагнуть швидких, безпечних і прозорих ставок.